# 아틀레티코 클루베 데 포르투갈
아틀레티코 클루베 데 포르투갈(Atlético Clube de Portugal)은 리스본, 정확히는 Alcântara 교구에 위치한 포르투갈 클럽이다. 1942년 9월 18일 Alcântara(Carcavelinhos Football Club)와 Santo Amaro(União Foot-Ball Lisboa)의 두 클럽이 합병하여 설립되었다. 축구 외에도 클럽에는 풋살 및 농구부도 존재한다. 과거에 클럽에는 필드 하키, 수영, 스포츠 낚시, 사이클 투어링, 탁구, 럭비, 배구, 체조, 트라이애슬론 및 핸드볼 또한 존재 했었다.

## 선수 명단

### 현역
참고: FIFA 자격 규정에 따라 소속된 국가대표팀 국기를 표시합니다. 선수는 복수의 FIFA 비회원국 국적을 가지고 있을 수 있습니다.
| 번호 | 포지션 | 국적       | 이름     |
| ---- | ------ | ---------- | -------- |
| 9    | FW     | 기니비사우 | 발로텔리 |

| 번호 | 포지션 | 국적 | 이름 |
| ---- | ------ | ---- | ---- |

## 역대 감독
| 감독            | 임기        |
| --------------- | ----------- |
| 안토니우 벨로주 | 2000 ~ 2001 |
| 카를루스 마누엘 | 2007 ~ 2009 |